# آزمون بازتاب شناختی
آزمون بازتاب شناختی، آزمونی است که برای سنجش تمایل فرد به نادیده گرفتن یک پاسخ نادرست «تکانشی» (پاسخی آنی و بدون فکر کردن) و تأمل بیشتر، جهت یافتن پاسخ درست طراحی شده است. با این حال اعتبار این ارزیابی به عنوان معیاری برای «بازتاب شناختی» یا «تفکر شهودی» زیر سؤال است. این آزمون، اولین‌بار در سال ۲۰۰۵ توسط روان‌شناس، شین فردریک توصیف شد. CRT با معیارهای هوش، مانند آزمون ضریب هوش، همبستگی مثبت متوسطی دارد و با معیارهای مختلف اکتشافی ذهنی همبستگی بالایی دارد. برخی از تحقیقات استدلال می‌کنند که CRT در واقع توانایی‌های شناختی را اندازه‌گیری می‌کند (که به صورت عامیانه به عنوان هوش شناخته می‌شود).
تحقیقات بعدی نشان داد که CRT یک ساختار چندوجهی است: بسیاری پاسخ خود را با پاسخ صحیح شروع می‌کنند، درحالی‌که برخی دیگر حتی اگر در پاسخ شهودی اولیه خود تأمل کنند، در حل آزمون شکست می‌خورند. همچنین استدلال شده است که سرکوب پاسخ اول تنها عامل پشت عملکرد موفق در CRT نیست: فهم و توانایی محاسبات عددی پایه‌ای و تأمل، هر دو در عملکرد تأثیرگذار هستند.

## مبنای آزمون
به گفته فردریک، دو نوع کلی از فعالیت‌های شناختی به نام‌های «سیستم ۱» و «سیستم ۲» وجود دارد (این اصطلاحات برای اولین بار توسط کیت استانوویچ و ریچارد وست استفاده شده است).
سیستم ۱ به‌سرعت بدون بازتاب اجرا می‌شود، درحالی‌که سیستم ۲ نیاز به فکر و تلاش آگاهانه دارد. آزمون بازتاب شناختی دارای سه سؤال است و سیستم ۱ به هرکدام از سوالات، یک پاسخ واضح اما نادرست ارائه می‌دهد. این درحالی است که پاسخ صحیح نیاز به فعال سازی سیستم ۲ دارد. برای اینکه سیستم ۲ فعال شود، شخص باید به این توجه داشته باشد که اولین پاسخ او نادرست بوده، که این مورد نیاز به تأمل در شناخت خود دارد.

## شاخص‌های همبستگی
این آزمون با بسیاری از شاخص‌های تفکر اقتصادی مانند سواد عددی، تنزیل زمانی، ترجیح ریسک و ترجیح به قمار همبستگی داشته است. همچنین، این آزمون با شاخص‌های اکتشافی ذهنی مانند خطای قمارباز، درک بازگشت به میانگین، خطای هزینه از دست رفته و موارد دیگر نیز همبستگی نشان داده است.
کیت استانوویچ دریافت که توانایی شناختی ارتباط قوی‌ای با امتیازات آزمون بازتاب شناختی (CRT) ندارد، زیرا تنها تحت شرایط خاصی باعث بهبود عملکرد در این آزمون می‌شود. اولاً، فرد باید نیاز به غلبه بر پاسخ سیستم ۱ خود را تشخیص دهد، و سپس باید منابع شناختی کافی برای انجام این غلبه در اختیار داشته باشد. اگر فرد نیاز به مهار سیستم ۱ برای غلبه نداشته باشد، پاسخ سیستم ۲ بلافاصله دنبال می‌شود. در غیر این صورت، فرد باید ظرفیت کافی برای حفظ مهار سیستم ۱ داشته باشد تا بتواند پاسخ سیستم ۲ را فعال کند.
از طرف دیگر، برخی محققان با استفاده از روش‌های پیشرفته نظریه پاسخ به آیتم، اعتبار این آزمون را ارزیابی کرده و دریافتند که احتمالاً CRT توانایی شناختی را می‌سنجد. نویسندگان این مطالعه توضیح می‌دهند که اعتبار آزمون بازتاب شناختی مورد سؤال قرار گرفته است به‌دلیل کمبود مُطالعات اعتبارسنجی و نبود رویکرد روان‌سنجی.

## سوالات آزمون
آزمون اصلی که توسط دکتر فردریک نوشته شده بود فقط شامل سه سؤال زیر بود:
1. یک خفاش و یک توپ در مجموع ۱٫۱۰ دلار قیمت دارند. خفاش ۱٫۰۰ دلار بیشتر از توپ قیمت دارد. قیمت توپ چقدر است؟
2. اگر ۵ دستگاه برای ساخت ۵ ویجت پنج دقیقه زمان بخواهند، ۱۰۰ دستگاه چقدر زمان می‌خواهد تا ۱۰۰ ویجت بسازد؟
3. در یک دریاچه، برگ‌های نیلوفر آبی وجود دارد. هر روز اندازه برگ‌ها دو برابر می‌شود. اگر ۴۸ روز طول بکشد تا برگ‌ها تمام دریاچه را بپوشانند، چقدر طول می‌کشد تا برگ‌ها نیمی از دریاچه را بپوشانند؟

## محدودیت‌ها و جایگزین‌ها
محققان برآورد کرده‌اند که بین ۴۴ تا ۵۱ درصد از شرکت‌کنندگان در پژوهش‌ها، پیش‌تر با آزمون بازتاب شناختی (CRT) آشنا بوده‌اند. شرکت‌کنندگانی که با این آزمون آشنایی قبلی دارند، معمولاً نسبت به کسانی که هیچ‌گونه مواجهه‌ای نداشته‌اند، امتیازهای بالاتری کسب می‌کنند. این موضوع سوالاتی را دربارهٔ اعتبار این آزمون در بین این دسته از افراد مطرح می‌کند.
برای مقابله با محدودیت‌های مرتبط با آشنایی قبلی، محققان اقدام به توسعه انواع مختلفی از آزمون‌های جایگزین برای سنجش بازتاب شناختی کرده‌اند. با این حال، تحقیقات اخیر نشان می‌دهد که آزمون بازتاب شناختی نسبت به مواجهه‌های متعدد مقاوم است؛ به این معنا که علی‌رغم افزایش امتیازات خام در شرکت‌کنندگانی که تجربه قبلی دارند، همبستگی آن با سایر متغیرها بدون تغییر باقی می‌ماند.
یکی دیگر از محدودیت‌های آزمون بازتاب شناختی (CRT) به نبود ویژگی‌های روان‌سنجی قوی و کمبود مطالعات اعتبارسنجی در ادبیات پژوهشی برمی‌گردد. این آزمون به گونه‌ای طراحی نشده است که با استانداردهای متداول این حوزه مانند استانداردهای آزمون‌های آموزشی و روان‌شناختی که توسط انجمن تحقیقات آموزشی آمریکا، انجمن روان‌شناسی آمریکا و شورای ملی سنجش در آموزش تدوین شده‌اند، همخوانی داشته باشد.